# Tinus arindamai
Espèce
Tinus arindamai est une espèce d'araignées aranéomorphes de la famille des Pisauridae.

## Distribution
Cette espèce est endémique du Kerala en Inde,. Elle se rencontre vers Panthanthedu.

## Description
La femelle holotype mesure 10,00 mm.

## Publication originale
- Biswas & Roy, 2005 : Description of three new species of the genera Thomisus Walckenaer, Cheiracanthium Koch, C. L. and Tinus Cambridge of the families Thomisidae, Clubionidae and Pisauridae from India. Records of the Zoological Survey of India, vol. 105, no 3/4, p. 37-42.